# 447
447 је била проста година.

## Догађаји
- 6. новембар – Цариградски бедеми су тешко оштећене у земљотресу, који је уништио велике делове грађевине, укључујући 57 кула. Становништву прети куга. Цар Теодосије II наређује Константину, преторијанском префекту Истока, да надгледа поправке. Он запошљава градске демоје на послу и обнавља зидове у року од 60 дана.
- Хуни, предвођени Атилом, прелазе Дунав, и упадају на Балкан све до Термопила . Током инвазије, Сердика (савремена Софија) је уништена. Због непоштивања услова уговора склопљеног 442. године, Атила је утростручио свој захтев за данак на 2.100 фунти (око 700 кг) злата годишње; а откуп за сваког римског заробљеника 12 солида.
- Цар Теодосије II шаље посланство Атили; Приск из Панијума, изасланик за Источно римско царство. Приск бележи једно од ретких сведочења очевидаца о Хунском краљевству.
- Битка на Уту: Атила побеђује римску војску код реке Утус (Вит, Бугарска). Хуни су принуђени да напусте опсаду Цариграда. Они марширају на север и пљачкају беспомоћне балканске провинције (укључујући Тракију, Скитију, Мезију, Дакију и Илирик).
- Зима – Цар Теодосије II бира политику заштите Константинопоља од Хуна. Он уклања Аспара и Ареобинда (магистер милитум) са њихових војних команди.
- Вортигерн, краљ Британаца, прима саксонске вође Хенгиста и Хорсу „као пријатеље“ и даје браћи острво Танет, најисточнију тачку Кента (Енглеска).
- Герман, епископ Оксера, долази у другу посету Британији. Он се духовно бори против оживљене пелагијанске претње и протерује Ирце из Повиса (Велс).
- Сабор у Толеду (Шпанија) покушава да у Никејски символ вере дода клаузулу филиокве. Православна црква одбија да прихвати ову измену сматрајући је погрешном.